# Паисий (Георге)
Епи́скоп Паи́сий (рум. Episcop Paisie, в миру Йоан Георге, рум. Ioan Gheorghe; 24 октября 1971, Куртя-де-Арджеш) — епископ Румынской православной церкви, епископ Лугожский, викарий Тимишоарской архиепископии.

## Биография
Родился 24 октября 1971 года в семье Флори и Милики Георге в городе Куртя-де-Арджеш жудеца Арджеш в Румынии.
Окончил восемь классов средней школы в Куртя-де-Арджеше. С 1986 по 1990 год обучался в агроиндустриальном лицее в Куртя-де-Арджеше. С 1991 по 1997 году обучался на факультете ветеринарной медицины в Тимишоаре, который окончил со званием лиценциата.
С 1992 по 1998 год активно участвовал в работе тимишоарского филиала Ассоциации православного студенчества Румынии, будучи в 1993—1994 годах заместителем её председателя. Среди прочего много потрудился для организации конференций по православной духовности.
В 1997—2001 годах обучался на факультете словесности, истории и богословия Западного университета в Тимишоаре, окончив его по специальности «православное пастырское богословие», защитив работу «Аспекты Христианства первых трёх веков (Ранняя Церковь)», написанную под руководством профессора Аурела Живи на кафедре всеобщей церковной истории этого факультета.
В 1999 году был пострижен в монашество в кафедральном соборе румынской правсолавной епархии в Венгрии в городе Дьюла. 6 августа того же года был рукоположен в сан иеродиакона, а 7 августа того же года — в сан иеромонаха.
По окончании Тимишоарского университета служил в клире Венгерской епархии. С 2001 по 2006 год служил настоятелем епископской часовни в городе Бекеше. Одновременно, с 2002 по 2006 год являлся экклисиархом кафедрального собора в Дьюле, а с 2003 по 2006 год — также епархиальный секретарём румынской православной епархии в Венгрии и священником-миссионером в иных приходах епархии. В частности, окормлял приход и вёл уроки Закона Божия для румынских детей в средней школе в отлаке Пустэ Бекешского медье.
Принял участие в международных экуменических встречах, таких как контакты с францисканскими монахами, проводимые в митрополичьей резиденции в Тимишоаре (ноябрь, 2003) и в различных францисканских монастырях в Италии — Ассизи и Фраскати (июль, 2004) и Фодже (октябрь, 2005), встречи, в рамках которых он представил сообщения по различным темам духовности: «Дары Святого Духа в Православной Церкви» (Тимишоара, ноябрь, 2003), «Восточная монашеская традиция» (Ассизи, 2004), «молитва Иисусова» (Сан-Марко-ин-Ламис, Фоджа, 2005).
9 февраля 2006 года решением Священного Синода Румынской православной церкви по предложению митрополита Банатского Николая (Корняну) был избран викарием Тимишоарской архиепископии с титулом «Лугожский». 19 февраля того же года в митрополичьем соборе в Тимишоаре состоялась его епископская хиротония, которую совершили: архиепископ Тимишоарский, митрополит Банатский Николай (Корняну), епископ Карансебешский Лукиан (Мик), епископ Венгерский Софроний (Дринчек) и епископ Даниил (Стоенеску).
В новом качестве принял ответственность за многие стороны епархиальной жизни, в первую очередь — за координацию социально-филантропических и миссионерских проектов. На него легли разнообразные представительские функции и широкая работа со средствами массовой информации.
С 2008 года является докторантом факультета православной теологии им. митрополит Андрей Шагуны в Сибиу на кафедре литургического богословия.